# شهرستان لینکلن (ویرجینیای غربی)
شهرستان لینکلن، ویرجینیای غربی (به انگلیسی: Lincoln County, West Virginia) یک سکونتگاه مسکونی در ایالات متحده آمریکا است که در ویرجینیای غربی واقع شده‌است.

## خصوصیات
شهرستان لینکلن ۱٬۱۳۷٫۰۱ کیلومترمربع مساحت دارد.